# Women’s Big Bash League
Die Women’s Big Bash League (WBBL) ist der nationale WTwenty20-Cricket-Wettbewerb für Frauen in Australien. Dieser wurde zur Saison 2015/16 als Nachfolger des Australian Women’s Twenty20 Cup eingeführt und wird nach Vorbild des Pendant für Männer, der Big Bash League, mit einem Franchise-System betrieben.

## Franchises
Seit der Gründung der Liga nehmen acht Franchises an der Turnierserie teil. Im Februar 2015 wurde bestätigt, dass die Franchises der Big Bash League übernommen werden.
| Franchise           | Farbe          | Stadt     | Heimstadion               |
| ------------------- | -------------- | --------- | ------------------------- |
| Adelaide Strikers   | Blau           | Adelaide  | Karen Rolton Oval         |
| Brisbane Heat       | Türkis         | Brisbane  | Allan Border Field        |
| Hobart Hurricanes   | Lila           | Hobart    | Bellerive Oval            |
| Melbourne Renegades | Rot            | Melbourne | Junction Oval             |
| Melbourne Stars     | Grün           | Melbourne | Junction Oval             |
| Perth Scorchers     | Orange         | Perth     | Lilac Hill Park           |
| Sydney Sixers       | Pink           | Sydney    | North Sydney Oval         |
| Sydney Thunder      | Electric Green | Sydney    | Sydney Showground Stadium |

## Sieger
| Saison  | Finalort                 | Sieger            | Finalgegner       | Ergebnis                             |
| ------- | ------------------------ | ----------------- | ----------------- | ------------------------------------ |
| 2015/16 | Melbourne Cricket Ground | Sydney Thunder    | Sydney Sixers     | Sydney Thunder gewinnt mit 3 Wickets |
| 2016/17 | WACA Ground              | Sydney Sixers     | Perth Scorchers   | Sydney gewinnt mit 7 Runs            |
| 2017/18 | Adelaide Oval            | Sydney Sixers     | Perth Scorchers   | Sydney gewinnt mit 9 Wickets         |
| 2018/19 | Drummoyne Oval           | Brisbane Heat     | Sydney Sixers     | Brisbane gewinnt mit 3 Wickets       |
| 2019/20 | Allan Border Field       | Brisbane Heat     | Sydney Sixers     | Brisbane gewinnt mit 6 Wickets       |
| 2020/21 | Sydney Cricket Ground    | Sydney Thunder    | Melbourne Stars   | Sydney gewinnt mit 7 Wickets         |
| 2021/22 | Perth Stadium            | Perth Scorchers   | Adelaide Strikers | Perth gewinnt mit 12 Runs            |
| 2022/23 | North Sydney Oval        | Adelaide Strikers | Sydney Sixers     | Adelaide gewinnt mit 10 Runs         |

## Abschneiden der Mannschaften
| Vorrunde (VR)      |
| Achtelfinale (AF)  |
| Viertelfinale (VF) |
| Halbfinale (HF)    |
| Zweiter Platz (2)  |
| Turniersieger (1)  |

| Team                | 2015/16 | 2016/17 | 2017/18 | 2018/19 | 2019/20 | 2020/21 | 2021/22 | 2022/23 |
| ------------------- | ------- | ------- | ------- | ------- | ------- | ------- | ------- | ------- |
| Adelaide Strikers   | VR      | VR      | HF      | VR      | 2       | VR      | 2       | 1       |
| Brisbane Heat       | VR      | HF      | VR      | 1       | 1       | HF      | VF      | HF      |
| Hobart Hurricanes   | HF      | HF      | VR      | VR      | VR      | VR      | VR      | VF      |
| Melbourne Renegades | VR      | VR      | VR      | HF      | HF      | VR      | HF      | VR      |
| Melbourne Stars     | VR      | VR      | VR      | VR      | VR      | 2       | VR      | VR      |
| Perth Scorchers     | HF      | 2       | 2       | VR      | HF      | HF      | 1       | VR      |
| Sydney Sixers       | 2       | 1       | 1       | 2       | VR      | VR      | VR      | 2       |
| Sydney Thunder      | 1       | VR      | HF      | HF      | VR      | 1       | VR      | VR      |